# Omari Hutchinson
Omari Elijah Giraud-Hutchinson (* 30. Oktober 2003 in Redhill) ist ein englisch-jamaikanischer Fußballspieler.

## Karriere

### Verein
Omari Hutchinson spielte in der Jugend zunächst für den FC Chelsea, zu dem er nach Zwischenstationen bei Charlton Athletic und dem FC Arsenal 2022 zurückkehrte. Am 5. Januar 2023 debütierte er am 19. Spieltag der Saison 2022/23 in der Premier League gegen Manchester City. Für die Spielzeit 2023/24 wurde Omari Hutchinson an Ipswich Town verliehen. Dort erreichte er am Saisonende den Aufstieg. Anschließend wurde er zur Saison 2024/25 fest verpflichtet. Im August 2025 wechselte er zu Nottingham Forest.

### Nationalmannschaft
Als Juniorennationalspieler spielte Hutchinson für England. 2022 entschied er sich für einen Verbandswechsel und wurde erstmals für die jamaikanische Nationalmannschaft nominiert. Sein offizielles A-Länderspieldebüt für Jamaika gab Omari Hutchinson am 11. März 2023 gegen Trinidad und Tobago.
Im Oktober 2024 kehrte Hutchinson im Rahmen der Qualifikation zur U21-Europameisterschaft zum englischen Verband zurück und debütierte für die U21-Nationalmannschaft. Bei der Endrunde in der Slowakei steuerte er in sechs Spielen ein Tor zum Titelgewinn bei.

## Erfolge
Verein
- Aufstieg in die Premier League: 2024 (Ipswich Town)

Nationalmannschaft
- U21-Europameister: 2025